# SNCASO SO.4000
Le SNCASO SO.4000 est un projet de bombardier biréacteur français de la fin des années 1940. Un seul exemplaire a été construit. Ce projet fut abandonné, mais servit par la suite de base au chasseur lourd biréacteur SNCASO SO-4050 Vautour.

## Conception
Sous-motorisé et ayant des problèmes techniques, il effectue un unique vol de quinze minutes train d'atterrissage sorti depuis Orléans-Bricy, piloté par le Daniel Rastel.

## Variantes
- SO M-1
- SO M-2
- SO.4000
- SNCASO SO-4050 Vautour

## Culture populaire
Une maquette du SM-2 est construite et commercialisée par Quiralu.